# Ichangu Narayan
Ichangu Narayan (nep. इचंगुनारायण) – gaun wikas samiti w środkowej części Nepalu w strefie Bagmati w dystrykcie Katmandu. Według nepalskiego spisu powszechnego z 2001 roku liczył on 1681 gospodarstw domowych i 7694 mieszkańców (3678 kobiet i 4016 mężczyzn).